# Felsberg (Odenwald)

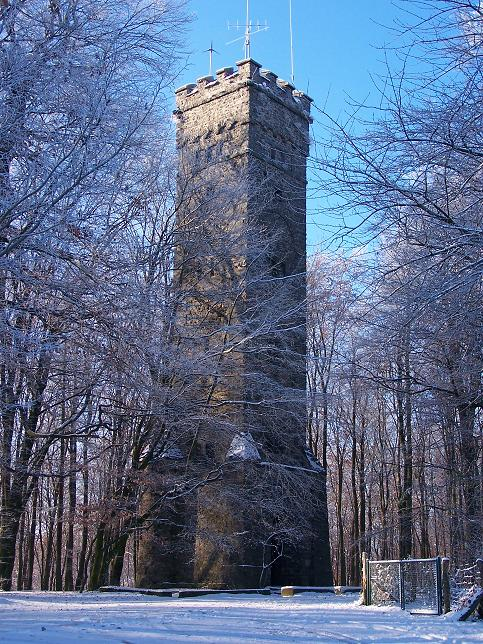
Ohlytornet på bergets topp

Felsberg är ett 514 meter högt berg i bergsområdet Odenwald, distrikt (Kreis) Bergstraße, förbundslandet Hessen, Tyskland.
Felsberg är i särskilt märkligt genom sina ofantliga dioritblock, vilka ligger kringströdda på sluttningen och av lokalbefolkningen kallas Felsenmeer ("klipphavet").